# Synaptotanais abyssorum
Synaptotanais abyssorum är en kräftdjursart som först beskrevs av Hugo Frederik Nierstrasz 1913.  Synaptotanais abyssorum ingår i släktet Synaptotanais och familjen Tanaidae. Inga underarter finns listade i Catalogue of Life.